# Dewhurst Stakes
Groupe 1
Les Dewhurst Stakes est une course hippique de plat se déroulant au mois d'octobre sur l'Hippodrome de Newmarket, en Angleterre.

## Caractéristiques et histoire
C'est une course de groupe I réservée aux chevaux de 2 ans dont la première édition remonte à 1875. Courue sur la distance de 1 400 mètres, elle est considérée comme la plus relevée des courses pour 2 ans en Angleterre. L'allocation s'élève à £ 500 000.
Certains des meilleurs chevaux de l'histoire s'y sont illustrés, tels Mill Reef, Nijinsky et Frankel, et certains des plus prometteurs 2 ans comme Pinatubo. Souvent le vainqueur de l'épreuve est sacré 2 ans européen de l'année.

### Records
Chrono : 1'22"37 par US Navy Flag dans l'édition 2017.
Jockeys
- Lester Piggott (10 victoires) – Crepello (1956), Follow Suit (1962), Ribofilio (1968), Nijinsky (1969), Crowned Prince (1971), Cellini (1973), The Minstrel (1976), Try My Best (1977), Monteverdi (1979), Diesis (1982)

Entraîneurs
- John Porter (8 victoires) – Paradox (1884), Ormonde (1885), Friar's Balsam (1887), Orme (1891), Matchbox (1893), Vesuvian (1896), Hawfinch (1897), Frontier (1898)
- Frank Butters (8 victoires) – Toboggan (1927), Mrs Rustom (1933), Hairan (1934), Bala Hissar (1935), Sultan Mahomed (1936), Umiddad (1942), Paper Weight (1944), Migoli (1946)
- Aidan O'Brien (8 victoires) – Rock of Gibraltar (2001), Beethoven (2009), War Command (2013), Air Force Blue (2015), Churchill (2016), U S Navy Flag (2017), St Mark's Basilica (2020), City of Troy (2023)

Propriétaires
- HH Aga Khan III (8 victoires) – Salmon-Trout (1923), Zionist (1924), Firdaussi (1931), Mrs Rustom (1933), Hairan (1934), Bala Hissar (1935), Umiddad (1942), Migoli (1946)
- Coolmore (8 victoires) – Rock of Gibraltar (2001), Beethoven (2009), War Command (2013), Air Force Blue (2015), Churchill (2016), U S Navy Flag (2017), St Mark's Basilica (2020), City of Troy (2023)

## Palmarès depuis 1980
| Année | Vainqueur              | Pays           | Père             | Jockey                      | Entraîneur             | Propriétaire                       | Deuxième           | Troisième         | Temps          |
| ----- | ---------------------- | -------------- | ---------------- | --------------------------- | ---------------------- | ---------------------------------- | ------------------ | ----------------- | -------------- |
| 2024  | Shadow of Light        | Royaume-Uni    | Lope de Vega     | William Buick               | Charlie Appleby        | Godolphin                          | Expanded           | Ancient Truth     | 1'26"70        |
| 2023  | City of Troy           | Irlande        | Justify          | Ryan Moore                  | Aidan O'Brien          | Coolmore                           | Alyanaabi          | Eben Shaddad      | 1'24"85        |
| 2022  | Chaldean               | Royaume-Uni    | Frankel          | Frankie Dettori             | Andrew Balding         | Juddmonte Farms                    | Royal Scotsman     | Nostrum           | 1'22"54        |
| 2021  | Native Trail           | Royaume-Uni    | Oasis Dream      | William Buick               | Charlie Appleby        | Godolphin                          | Dubawi Legend      | Bayside Boy       | 1'24"82        |
| 2020  | St Mark's Basilica     | Irlande        | Siyouni          | Frankie Dettori             | Aidan O'Brien          | Coolmore                           | Wembley            | Thunder Moon      | 1'25"24        |
| 2019  | Pinatubo               | Royaume-Uni    | Shamardal        | William Buick               | Charlie Appleby        | Godolphin                          | Arizona            | Wichita           | 1'26"55        |
| 2018  | Too Darn Hot           | Royaume-Uni    | Dubawi           | Frankie Dettori             | John Gosden            | Andrew Lloyd Webber                | Advertise          | Anthony Van Dyck  | 1'24"35        |
| 2017  | US Navy Flag           | Irlande        | War Front        | Ryan Moore                  | Aidan O'Brien          | Coolmore                           | Mendelssohn        | Seahenge          | 1'22"37        |
| 2016  | Churchill              | Irlande        | Galileo          | Ryan Moore                  | Aidan O'Brien          | Coolmore                           | Lancaster Bomber   | Blue Point        | 1'23"80        |
| 2015  | Air Force Blue         | Irlande        | War Front        | Ryan Moore                  | Aidan O'Brien          | Coolmore                           | Massaat            | Sanus Per Aquam   | 1'25"34        |
| 2014  | Belardo                | Royaume-Uni    | Lope de Vega     | Andrea Atzeni               | Roger Varian           | Prince A.A. Faisal                 | Kodi Bear          | Smugglers Cove    | 1'27"31        |
| 2013  | War Comand             | Irlande        | War Front        | Joseph O'Brien              | Aidan O'Brien          | J. Allen & Coolmore                | Cable Bay          | Outstrip          | 1'25"06        |
| 2012  | Dawn Approach          | Irlande        | New Approach     | Kevin Manning               | Jim Bolger             | Godolphin                          | Leitir Mor         | George Vancouver  | 1'24"00        |
| 2011  | Parish Hall            | Irlande        | Teofilo          | Kevin Manning               | Jim Bolger             | Jackie Bolger                      | Power              | Most Improved     | 1'23"81        |
| 2010  | Frankel                | Royaume-Uni    | Galileo          | Tom Queally                 | Henry Cecil            | Khalid Abdullah                    | Roderic O'Connor   | Glor Na Mara      | 1'25"73        |
| 2009  | Beethoven              | Irlande        | Oratorio         | Ryan Moore                  | Aidan O'Brien          | Coolmore                           | Fencing Master     | Xtension          | 1'23"49        |
| 2008  | Intense Focus          | Irlande        | Giant's Causeway | Kevin Manning               | Jim Bolger             | Jackie Bolger                      | Lord Shanakill     | Finjaan           | 1'23"33        |
| 2007  | New Approach           | Irlande        | Galileo          | Kevin Manning               | Jim Bolger             | Jackie Bolger                      | Fast Company       | Raven's Pass      | 1'25"29        |
| 2006  | Teofilo                | Irlande        | Galileo          | Kevin Manning               | Jim Bolger             | Jackie Bolger                      | Holy Roman Emperor | Strategic Prince  | 1'26"12        |
| 2005  | Sir Percy              | Royaume-Uni    | Mark of Esteem   | Martin Dwyer                | Marcus Tregoning       | Anthony Pakenham                   | Horatio Nelson     | Opera Cape        | 1'26"52        |
| 2004  | Shamardal              | Royaume-Uni    | Giant's Causeway | Kevin Darley                | Mark Johnston          | Gainsborough Stud                  | Oratorio           | Montgomery's Arch | 1'27"16        |
| 2003  | Milk It Mick           | Royaume-Uni    | Millkom          | Darryll Holland             | Jamie Osborne          | Paul Dixon                         | Three Valleys      | Haafhd            | 1'25"22        |
| 2002  | Tout Seul              | Royaume-Uni    | Ali-Royal        | Stephen Carson              | Fulke Johnson Houghton | Eden Racing                        | Tomahawk           | Trade Fair        | 1'23"99        |
| 2001  | Rock of Gibraltar      | Irlande        | Danehill         | Michael Kinane              | Aidan O'Brien          | Sir Alex Ferguson & Coolmore       | Landseer           | Tendulkar         | 1'28"70        |
| 2000  | Tobougg                | Royaume-Uni    | Barathea         | Craig Williams              | Mick Channon           | Ahmed Al Maktoum                   | Noverre            | Tempest           | 1'27"93        |
| 1999  | Distant Music          | Royaume-Uni    | Distant View     | Michael Hills               | Barry Hills            | Khalid Abdullah                    | Brahms             | Zentsov Street    | 1'26"84        |
| 1998  | Mujahid                | Royaume-Uni    | Danzig           | Richard Hills               | John Dunlop            | Hamdan Al Maktoum                  | Auction House      | Stravinsky        | 1'25"31        |
| 1997  | Xaar                   | France         | Zafonic          | Olivier Peslier             | André Fabre            | Khalid Abdullah                    | Tamarisk           | Impressionist     | 1'24"81        |
| 1996  | In Command             | Royaume-Uni    | Sadler's Wells   | Michael Hills               | Barry Hills            | Maktoum Al Maktoum                 | Musical Pursuit    | Air Express       | 1'25"93        |
| 1995  | Alhaarth               | Royaume-Uni    | Unfuwain         | Willie Carson               | Dick Hern              | Hamdan Al Maktoum                  | Danehill Dancer    | Tagula            | 1'24"64        |
| 1994  | Pennekamp              | France         | Bering           | Thierry Jarnet              | André Fabre            | Cheikh Mohammed                    | Green Perfume      | Eltish            | 1'25"41        |
| 1993  | Grand Lodge            | Royaume-Uni    | Chief's Crown    | Pat Eddery                  | William Jarvis         | Baron Howard de Walden             | Stonehatch         | Nicolotte         | 1'28"27        |
| 1992  | Zafonic                | France         | Gone West        | Pat Eddery                  | André Fabre            | Khalid Abdullah                    | Inchinor           | Firm Pledge       | 1'23"61        |
| 1991  | Dr Devious             | Royaume-Uni    | Ahonoora         | Willie Carson               | Peter Chapple-Hyam     | Luciano Gaucci                     | Great Palm         | Thourios          | 1'23"45        |
| 1990  | Generous               | Royaume-Uni    | Caerleon         | Richard Quinn               | Paul Cole              | Prince Fahd bin Salman             | Bog Trotter        | Surrealist        | 1'28"43        |
| 1989  | Dashing Blade          | Royaume-Uni    | Elegant Air      | John Matthias               | Ian Balding            | Jeff Smith                         | Call To Arms       | Anshan            | 1'25"43        |
| 1988  | Prince of Dance Scenic | Royaume-Uni    | Sadler's Wells   | Willie Carson Michael Hills | Dick Hern Barry Hills  | Cheikh Mohammed Sir Michael Sobell |                    | Saratogan         | 1'27"66        |
| 1987  | Course annulée         | Course annulée | Course annulée   | Course annulée              | Course annulée         | Course annulée                     | Course annulée     | Course annulée    | Course annulée |
| 1986  | Ajdal                  | Royaume-Uni    | Northern Dancer  | Walter Swinburn             | Michael Stoute         | Cheikh Mohammed                    | Shady Heights      | Genghiz           | 1'28"99        |
| 1985  | Huntingdale            | Royaume-Uni    | Double Form      | Michael Hills               | Jeremy Hindley         | Mrs P. J. Threlfall                | Bakharoff          | Sure Blade        | 1'26"15        |
| 1984  | Kala Dancer            | Royaume-Uni    | Niniski          | Geoff Baxter                | Ben Hanbury            | Ravi Tikkoo                        | Law Society        | Local Suitor      | 1'27"68        |
| 1983  | El Gran Señor          | Irlande        | Northern Dancer  | Pat Eddery                  | Vincent O'Brien        | Robert Sangster                    | Rainbow Quest      | Siberian Express  | 1'24"90        |
| 1982  | Diesis                 | Royaume-Uni    | Sharpen Up       | Lester Piggott              | Henry Cecil            | Baron Howard de Walden             | Gordian            | Tough Commander   | 1'27"46        |
| 1981  | Wind and Wuthering     | Royaume-Uni    | No Robbery       | Philip Waldron              | Henry Candy            | Charles Cyzer                      | Be My Native       | Tender King       | 1'26"81        |
| 1980  | Storm Bird             | Irlande        | Northern Dancer  | Pat Eddery                  | Vincent O'Brien        | Robert Sangster                    | To-Agori-Mou       | Miswaki           | 1'29"19        |
| 1979  | Monteverdi             | Irlande        | Lyphard          | Lester Piggott              | Vincent O'Brien        | Robert Sangster                    | Tyrnavos           | Romeo Romani      | 1'26"50        |
| 1978  | Tromos                 | Royaume-Uni    | Busted           | Kipper Lynch                | Bruce Hobbs            | George Cambanis                    | More Light         | Warmington        |                |
| 1977  | Try My Best            | Irlande        | Northern Dancer  | Lester Piggott              | Vincent O'Brien        | Robert Sangster                    | Sexton Blake       | Camden Town       | 1'28"70        |
| 1976  | The Minstrel           | Irlande        | Northern Dancer  | Lester Piggott              | Vincent O'Brien        | Robert Sangster                    | Saros              | Crown Bowler      | 1'28"30        |
| 1975  | Wollow                 | Royaume-Uni    | Wolver Hollow    | Gianfranco Dettori          | Henry Cecil            | Carlo d'Alessio                    | Malinowski         | All Hope          | 1'25"83        |
| 1974  | Grundy                 | Royaume-Uni    | Great Nephew     | Pat Eddery                  | Peter Walwyn           | Carlo Vittadini                    | Steel Heart        | Baldur            | 1'33"67        |
| 1973  | Cellini                | Irlande        | Round Table      | Lester Piggott              | Vincent O'Brien        | Charles St George                  | Pitcairn           | Jupiter Pluvius   | 1'29"90        |
| 1972  | Lunchtime              | Royaume-Uni    | Silly Season     | Pat Eddery                  | Peter Walwyn           | R. Poole                           | Draw The Line      | Hubris            | 1'29"00        |
| 1971  | Crowned Prince         | Royaume-Uni    | Raise A Native   | Lester Piggott              | Bernard van Cutsem     | Frank McMahon                      | Rheingold          | Mercia Boy        | 1'29"40        |
| 1970  | Mill Reef              | Royaume-Uni    | Never Bend       | Geoff Lewis                 | Ian Balding            | Paul Mellon                        | Wenceslas          | Lombardo          | 1'30"10        |
| 1969  | Nijinsky               | Irlande        | Northern Dancer  | Lester Piggott              | Vincent O'Brien        | Charles Engelhard                  | Recalled           | Sandal            | 1'29"90        |
| 1968  | Ribofilio              | Royaume-Uni    | Ribot            | Lester Piggott              | Fulke Johnson Houghton | Charles Engelhard                  | Deep Run           | Murrayfield       | 1'32"10        |
| 1967  | Hametus                | Royaume-Uni    | High Hat         | Frankie Durr                | Walter Nightingall     | Lady Beaverbrook                   | Durberville        | Heathen           | 1'29"30        |
| 1966  | Dart Board             | Royaume-Uni    | Darius           | Doug Smith                  | Gordon Richards        | Michael Sobell                     | French Vine        | Countermarch      |                |
| 1965  | Pretendre              | Royaume-Uni    | Doutelle         | Ron Hutchinson              | Jack Jarvis            | Claude Lilley                      | Khalekan           | Le Cordonnier     | 1'27"90        |
| 1964  | Silly Season           | Royaume-Uni    | Tom Fool         | Geoff Lewis                 | Ian Balding            | Paul Mellon                        | King Log           | Nentego           | 1'30"10        |
| 1963  | King's Lane            | Royaume-Uni    | Tamerlane        | Joe Sime                    | Samuel Hall            | L Chamberlain                      | Soderini           | London Melody     | 1'28"50        |
| 1962  | Follow Suit            | Royaume-Uni    | Ballymoss        | Lester Piggott              | Noel Murless           | Giles Loder                        | Forearmed          | King's Favourite  | 1'29"00        |
| 1961  | River Chanter          | Royaume-Uni    | Chanteur         | Joe Mercer                  | George Todd            | R Sigtia                           | Aznip              | Catchpole         |                |
| 1960  | Bounteous              | Royaume-Uni    | Rockefella       | Joe Sime                    | Patrick Beasley        | Mrs H Leggatt                      | Psidium            | Flambeau          | 1'34"80        |
| 1959  | Ancient Lights         | Royaume-Uni    | Supreme Court    | Eph Smith                   | Ted Leader             | Jim Joel                           | Intervener         | Midsummer Night   | 1'26"60        |
| 1958  | Billum                 | Royaume-Uni    | Arctic Prince    | Eddie Hide                  | Charles Elsey          | W Humble                           |                    | Parthia           |                |
| 1957  | Torbella               | France         | Tornado          | Scobie Breasley             | W. Clout               | Comte de Chambure                  | Nagami             | Amerigo           |                |
| 1956  | Crepello               | Royaume-Uni    | Donatello        | Lester Piggott              | Noel Murless           | Victor Sassoon                     | Doutelle           | Supreme Courage   |                |

## Précédents vainqueurs
- 1875 - Kisber
- 1876 - Chamant
- 1877 - Pilgrimage
- 1878 - Wheel of Fortune
- 1879 - Grace Cup
- 1880 - Bal Gal
- 1881 - Dutch Oven
- 1882 - Ladislas
- 1883 - Queen Adelaide
- 1884 - Paradox
- 1885 - Ormonde
- 1886 - Rêve d'Or
- 1887 - Friar's Balsam
- 1888 - Donovan
- 1889 - Le Nord
- 1890 - Corstorphine
- 1891 - Orme
- 1892 - Meddler
- 1893 - Matchbox
- 1894 - Raconteur
- 1895 - St. Frusquin
- 1896 - Vesuvian
- 1897 - Hawfinch
- 1898 - Frontier
- 1899 - Democrat
- 1900 - Lord Bobs
- 1901 - Game Chick
- 1902 - Rock Sand
- 1903 - Henry the First
- 1904 - Rouge Croix
- 1905 - Picton
- 1906 - My Pet
- 1907 - Rhodora
- 1908 - Bayardo
- 1909 - Lemberg
- 1910 - King William / Phryxus
- 1911 - White Star
- 1912 - Louvois
- 1913 - Kennymore
- 1914 - Let Fly
- 1915 - Atheling
- 1916 - Telephus
- 1917 - My Dear
- 1918 - Knight of Blyth
- 1919 - Prince Galahad
- 1920 - Pas de course
- 1921 - Lembach
- 1922 - Hurry Off
- 1923 - Salmon Trout
- 1924 - Zionist
- 1925 - Review Order
- 1926 - Money Maker
- 1927 - Toboggan
- 1928 - Brienz
- 1929 - Grace Dalrymple
- 1930 - Sangre
- 1931 - Firdaussi
- 1932 - Hyperion
- 1933 - Mrs Rustom
- 1934 - Hairan
- 1935 - Bala Hissar
- 1936 - Sultan Mahomed
- 1937 - Manorite
- 1938 - Casanova
- 1939 - Pas de course
- 1940 - Fettes
- 1941 - Canyonero
- 1942 - Umiddad
- 1943 - Effervescence
- 1944 - Paper Weight
- 1945 - Hypericum
- 1946 - Migoli
- 1947 - Pride of India
- 1948 - Royal Forest
- 1949 - Emperor
- 1950 - Turco
- 1951 - Marsyad
- 1952 - Pinza
- 1953 - Infatuation
- 1954 - My Smokey
- 1955 - Dacian